# Jagodnoje (Buriacja)
Jagodnoje (ros. Ягодное) – wieś w Rosji, w Buriacji, w rejonie sielengińskim. W 2010 liczyła 320 mieszkańców.